# جنوب ایکاراناد
جنوب ایکاراناد (به انگلیسی: Aikaranad South) یک منطقهٔ مسکونی در هند است که در کرالا واقع شده‌است.

## خصوصیات
جنوب ایکاراناد ۱۹٬۹۵۰ نفر جمعیت دارد.